# Швейків
Шве́йків — село в Україні, у Монастириській міській громаді Чортківського району Тернопільської області. Розташоване на річці Коропець. До 2020 року — адміністративний центр Швейківської сільської ради. До Швейкова приєднано хутір Черемхів. Населення — 692 особи (2007).

## Назва
1964—1991 називалося Трудолюбівка.

## Населення

### Мова
Розподіл населення за рідною мовою за даними перепису 2001 року:
| Мова       | Кількість | Відсоток |
| ---------- | --------- | -------- |
| українська | 785       | 99.75%   |
| російська  | 2         | 0.25%    |
| Усього     | 787       | 100%     |

## Історія
Поблизу Швейкова виявлено археологічні пам'ятки пізнього палеоліту, трипільської, голіградської і черняхівської культур.
Перша писемна згадка — 1448. У 1454 році дідичем був Теодор Бучацький-Язловецький, який віддав село для користування Юліану з Кафи як заставу за борг. Потім дідичем був Міхал «Мужило» Бучацький, який 1469 р. поміняв її на королівщину.
У 1624 році Швейків отримав маґдебурзьке право.
Через турецько-татарські напади містечко занепало. У 1830 роках ХІХ століття дідичами були Потоцькі.
Діяли «Просвіта», «Сільський господар» та інші товариства, кооператива.
УПА допомагали: Володимир Будний (1922 р. н.), Володимир Вівчар (1926 р. н.), Іван Гаврилишин (1931 р. н.), Іван Козела (1927 р. н.), Мар’ян Крушельницький (1922 р. н.), Марія Михайлюк (1927 р. н.), Василь Олійник (1923 р. н.), Володимир Франчевський (1914 р. н.).
На спецпоселення були вивезені з політичних мотивів уродженці Швейкова:
- Василь (1926 р. н.), Роман (1929 р. н.), Тарас (1943 р. н.), Онуфрій (1900—1968), Юлія (1902–1966) Безущаки, Ольга Саджениця (Безущак; 1943 р. н.), Василь (1887—1952) та Іван (1929 р. н.) Гринчишини, Катерина Безущак (Гринчишин; 1924—1989), Захарій (р. н. невід.–1948), Галина Дихтирьова (Кравець; 1937  р. н.), Палагея (р. н. невід.–1948), Михайло (1939 р. н.) Кравці, Степан (рр. н. см. невід.), Ганна (1933— ?) Рудницькі, Ярослав Турчак (р. н. і см. невід.).

1957 внаслідок великої повені знищено багато будинків та господарських будівель.
У 1962–1966 роках село перебувало у складі Бучацького району.
12 червня 2020 року, відповідно до розпорядження Кабінету Міністрів України  № 724-р «Про визначення адміністративних центрів та затвердження територій територіальних громад Тернопільської області», село увійшло до складу Монастириської міської громади.
19 липня 2020 року, в результаті адміністративно-територіальної реформи та ліквідації Монастириського району, село увійшло до складу новоутвореного Чортківського району.

### Пандемія коронавірусу
Станом на 29 березня 2020 року в селі було інфіковано 7 осіб COVID-19 (і 44 в районі).

## Політика

### Парламентські вибори, 2019
На позачергових парламентських виборах 2019 року у селі функціонувала окрема виборча дільниця № 610714, розташована у приміщенні сільської ради.
Результати
- зареєстровано 446 виборців, явка 64,35%, найбільше голосів віддано за Всеукраїнське об'єднання «Батьківщина» — 21,13%, за «Слугу народу» і Радикальну партію Олега Ляшка — по 19,01%.[7] В одномандатному окрузі найбільше голосів отримав Микола Люшняк (самовисування) — 35,27%, за Ігоря Сопеля (Слуга народу) — 13,82%, за Володимира Бліхаря (Всеукраїнське об'єднання «Батьківщина») — 13,45%[8].

## Релігія
- церква святого великомученика Димитрія (1900, мурована, реставрована 2002).

## Пам'ятки
Споруджено пам'ятник воїнам-односельцям, полеглим у німецько-радянській війні (1985), насипано символічну могилу УСС (1991), встановлено пам'ятний хрест на честь скасування панщини.
У 2012 році на початку села зусиллями двох сімей зведено скульптуру Христа Спасителя. Освячено 28 жовтня 2012 року священиком Романом Бронецьким.
У 1893—1894 роках, на цьому місці було побудовано римо-католицький костел святого Войцеха, консекрований (освячений) 1894. Пошкоджений під час бомбардування гітлерівцями у Страсний четвер 1944. Після виселення поляків, представники радянської влади вирішили збудувати господарські приміщення колгоспу, розібравши костел та плебанію. У храмі служили ксьондзи Ян Красіцкий, Станіслав Цембрух, Йозеф Еберль (за довідкою державного архіву Тернопільської обл.).
В селі встановлена фігура святого Флоріана, яка є пам'яткою монументального мистецтва.

## Соціальна сфера
Працюють ЗОШ І—ІІ ступенів, клуб, бібліотека, ФАП, торговельний заклад.

## Відомі особи
- Кирило (Михайлюк) — Єпископ Ужгородський і Закарпатський.
- Григорій Петришин — пастир, релігійний та громадський діяч.

## Галерея

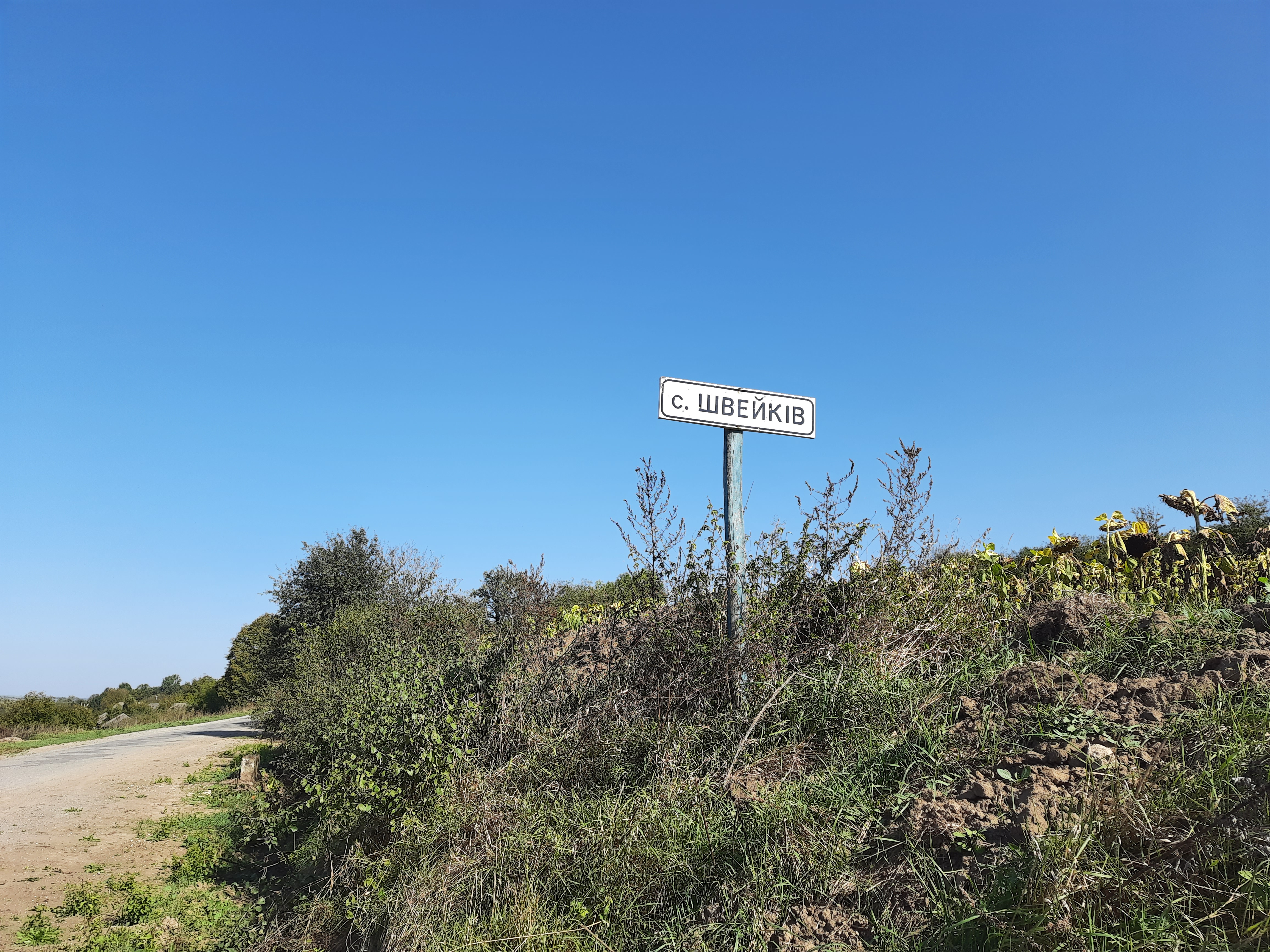
Дорожній знак при в'їзді в село
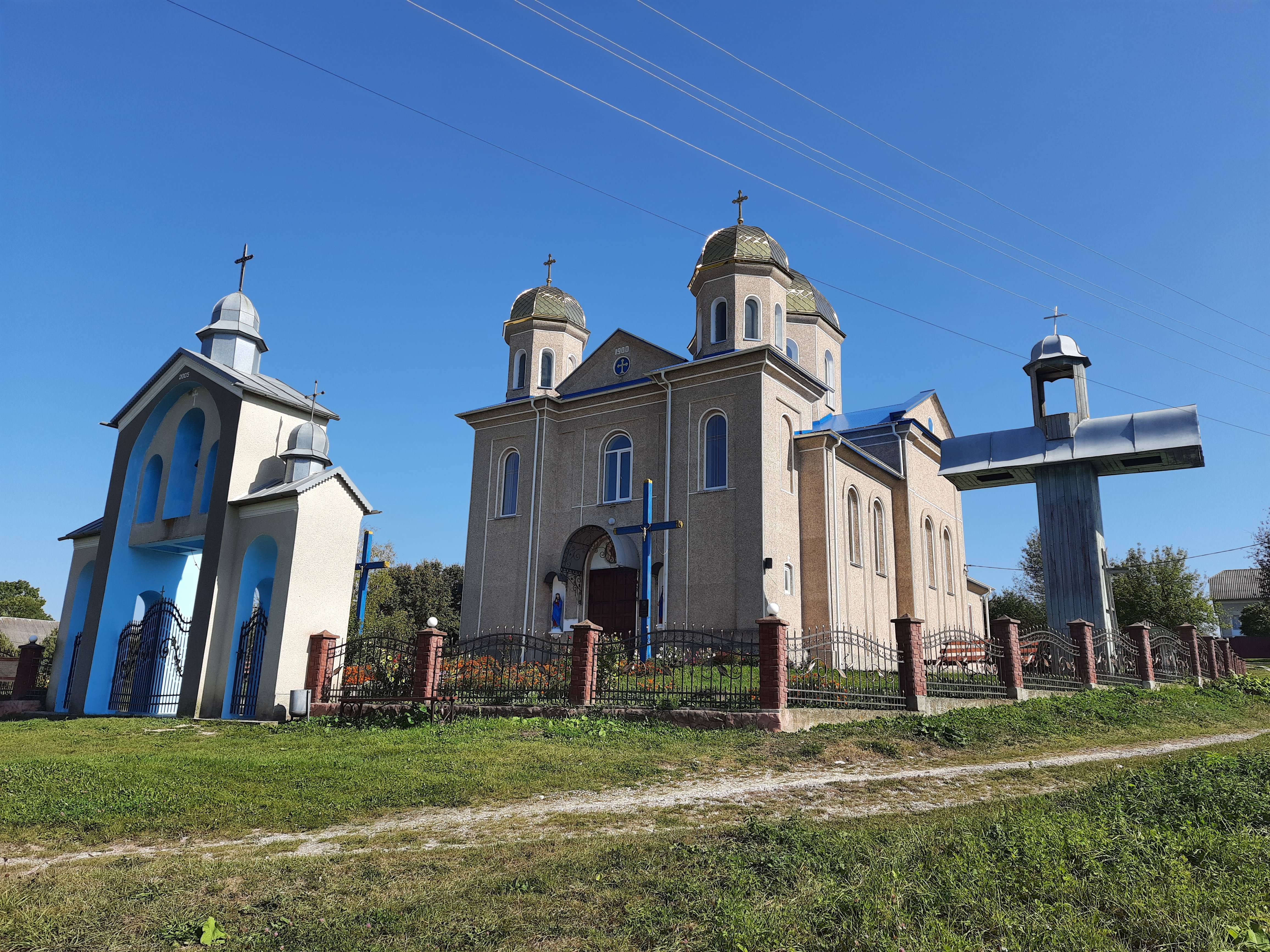
Церква Святого Великомученика Димитрія (1900) УГКЦ
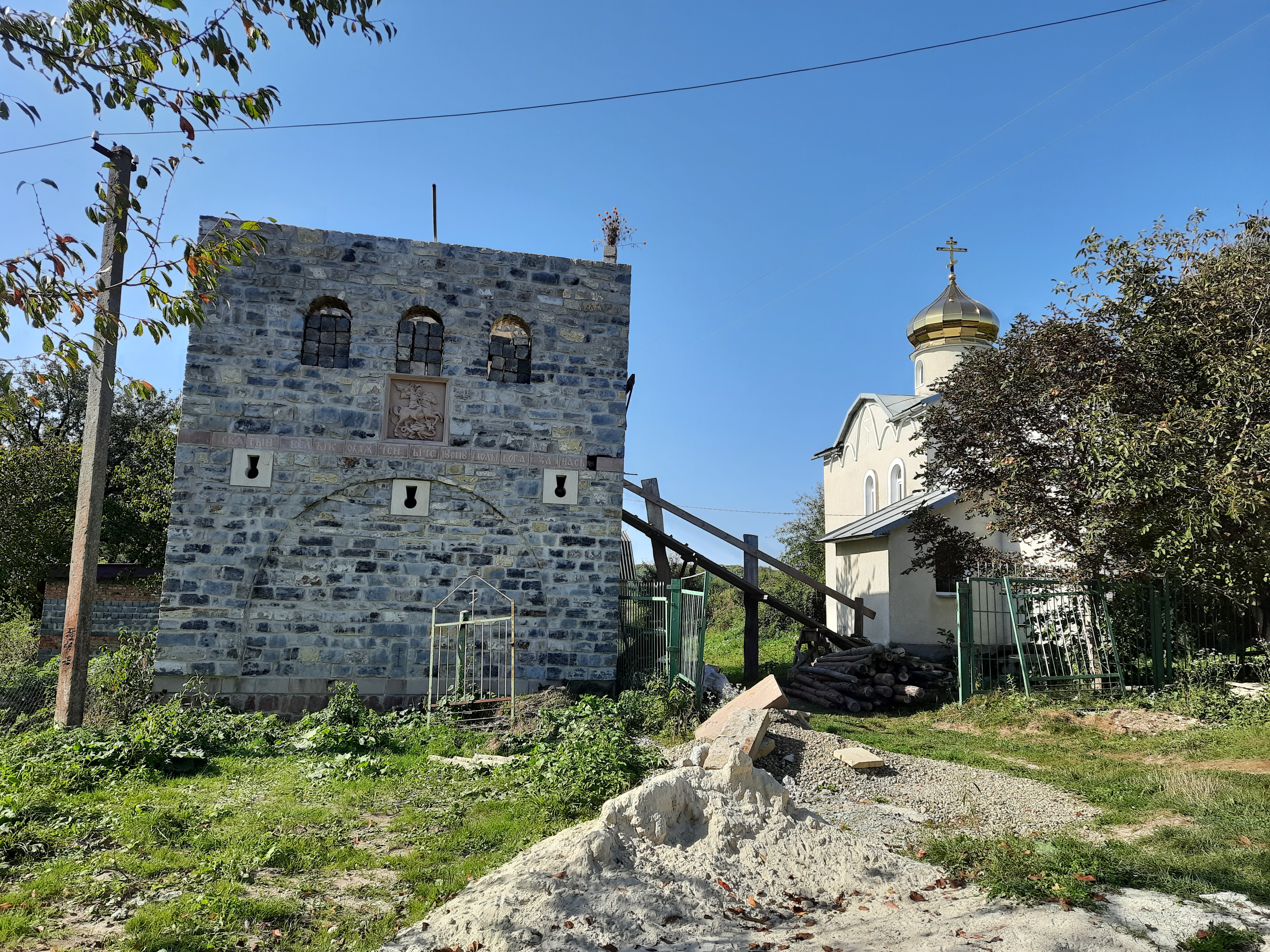
Церква ПЦУ
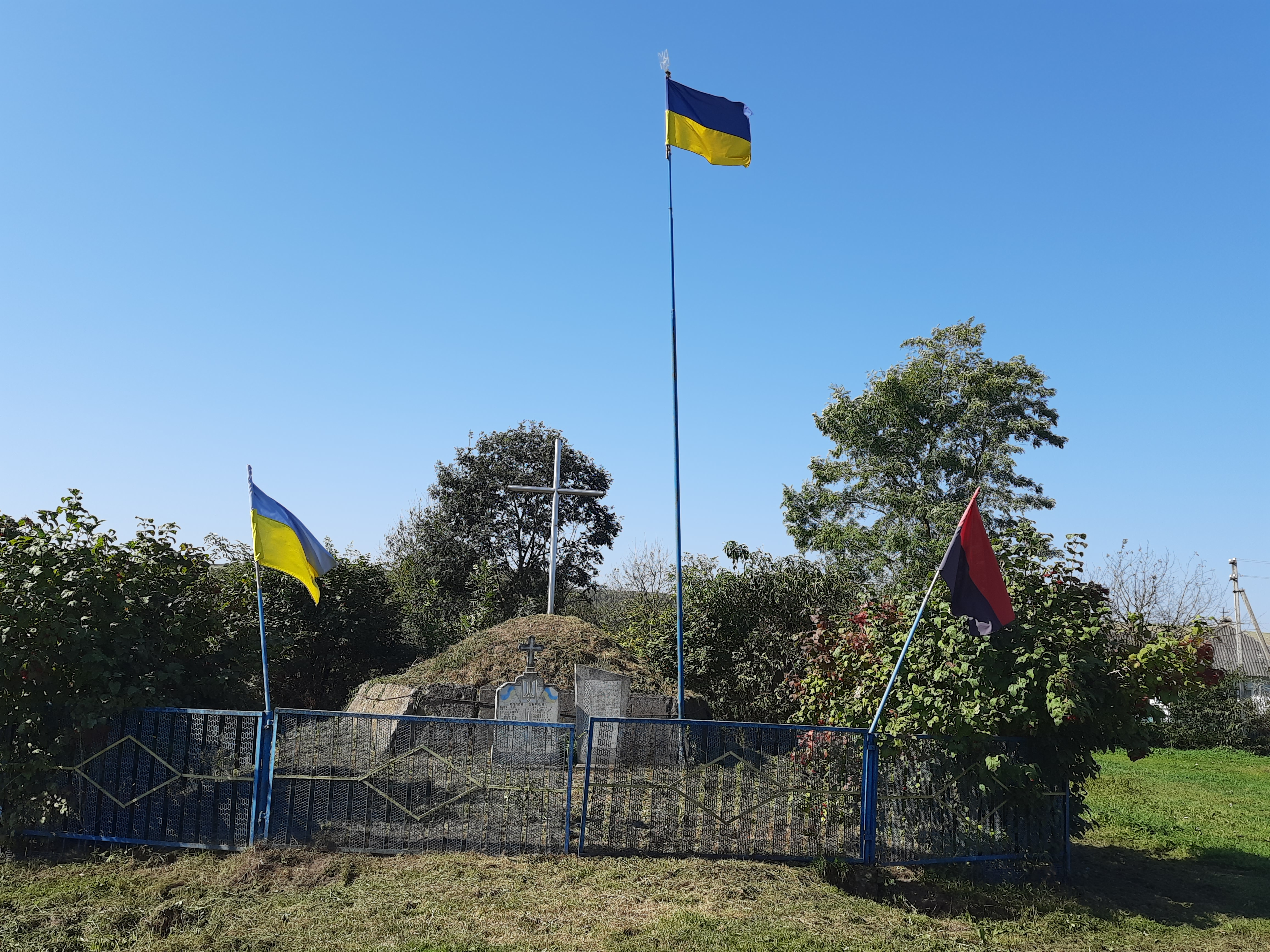
Символічна могила Борцям за волю України
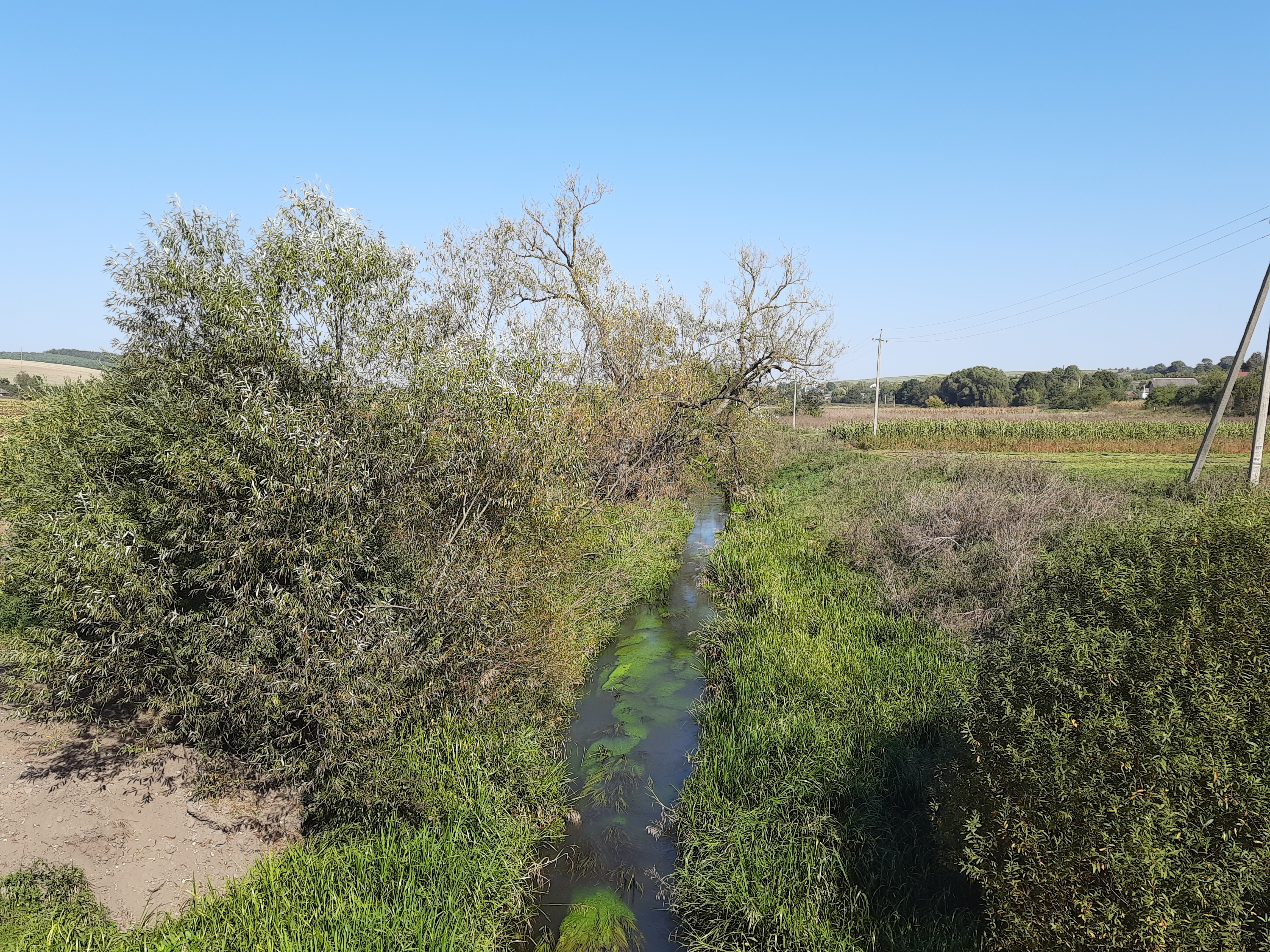
Річка Коропець біля села